# Едіт Макгвайр
Едіт Мері Макгвайр Дювол (англ. Edith Marie McGuire Duvall; нар. 3 червня 1944) — американська легкоатлетка, яка спеціалізувалася в бігу на короткі дистанції.

## Досягнення
Олімпійська чемпіонка-1964 з бігу на 200 метрів та володарка срібних медалей Ігор-1964 в бігу на 100 метрів та естафетному бігу 4×100 метрів.
Чемпіонка Панамериканських ігор-1963 з бігу на 100 метрів.
Екс-рекордсменка світу в естафеті 4×100 метрів.

## Основні міжнародні виступи
| Рік  | Змагання                 | Місто     | Місце | Дисципліна | Примітки         |
| ---- | ------------------------ | --------- | ----- | ---------- | ---------------- |
| 1961 | Матчева зустріч СРСР-США | Москва    | 4     | довжина    |                  |
| 1963 | Панамериканські ігри     | Сан-Паулу | 1     | 100 м      |                  |
| 1963 | 3                        | довжина   |       |            |                  |
| 1964 | Олімпійські ігри         | Токіо     | 2     | 100 м      | Відео на YouTube |
| 1964 | 2                        | 200 м     |       |            |                  |
| 1964 | 2                        | 4×100 м   |       |            |                  |
| 1965 | Матчева зустріч СРСР-США | Київ      | 2     | 100 м      |                  |